# Beninj Albertini
Beninj Albertini (Benigno Albertini, Benignus a Rhacusio), (Dubrovnik; 1. prosinca 1789. — Skadar, 24. kolovoza 1838.), dubrovački pjesnik i izabrani splitsko-makarski biskup (1837.).

## Životopis
Prvo naobrazovanje stekao je u rodnom gradu, a teologiju i filozofiju učio je u Dubrovniku i Raveni. Godine 1805. stupio je u franjevački red u dubrovačkoj provinciji. Papa Grgur XVI. imenovao ga je skadarskim biskupom 1832. godine, a 1837. imenovan je splitsko-makarskim biskupom, ali nije preuzeo dužnost, jer je iznenada umro.
Tijekom života isticao se vrsnim govorništvom i propovjedanjem po Dalmaciji i Italiji. Pisao je književna djela na latinskom i talijanskom jeziku.

## Vanjske poveznice
- Albertini, Beninj - Hrvatski biografski leksikon (hrv.)

| Titule u Katoličkoj Crkvi       | Titule u Katoličkoj Crkvi                | Titule u Katoličkoj Crkvi |
| ------------------------------- | ---------------------------------------- | ------------------------- |
| prethodnik Ambroz Bruci         | skadarski biskup 1832.–1838.             | nasljednik Antun Bašić    |
| prethodnik Pavao Klement Miošić | imenovani splitsko-makarski biskup 1838. | nasljednik Josip Godeassi |